# Kurt von Hammerstein
Le baron Kurt von Hammerstein est un général allemand, né le 26 septembre 1878 à Hinrichshagen (Mecklembourg-Strelitz) et mort le 24 avril 1943 à Berlin.
À l’époque de la république de Weimar, il est commandant en chef de l'armée de terre de la Reichswehr. Par la suite, il a été un opposant déclaré au nazisme.

## Biographie

### Sous l'Empire allemand
Hammerstein appartient à une famille ancienne de la noblesse allemande, les Hammerstein-Equord, qui a donné de nombreux officiers aux diverses souverainetés allemandes. Son père, le baron Heino von Hammerstein, est intendant des forêts dans le Mecklembourg-Strelitz, et sa mère est née Ida von Gustedt. Il entre à l'âge de dix ans au corps des cadets de Plön, puis à l'école principale prussienne des cadets, située à Groß-Lichterfelde, près de Berlin, à partir de 1893. Il entre ensuite au 3e régiment à pied de la Garde, où il est nommé sous-lieutenant, le 15 mars 1898. C'est dans cette unité qu'il rencontre le futur chancelier Kurt von Schleicher avec qui il va garder des liens d'amitié sa vie durant. Il épouse en 1907 Maria von Lüttwitz, fille du général Walther von Lüttwitz (1859-1942). De cette union mixte sous l'aspect religieux (son épouse est catholique), il a sept enfants, quatre filles : Marie Luise, Marie Therese, Hildur, Helga ; et trois fils : Kunrat, Ludwig et Franz.
Hammerstein est stationné à Cassel de 1905 à 1907, puis de 1907 à 1910, est envoyé à la Preußische Kriegsakademie (Académie de guerre de Prusse). Il devient alors officier d'état-major. Il est capitaine en 1913. Pendant la guerre de 1914-1918, il est d'abord aide-de-camp d'un quartier-maître général et plus tard d'un général d'état-major. Il combat dans les Flandres et est décoré de la croix de fer. En 1917, il est nommé Major.

### Sous la république de Weimar
Après la guerre et l'effondrement de la monarchie, Hammerstein est versé dans la Reichswehr. Il sert à l'état-major du corps d'armée de Lüttwitz et il est promu Oberstleutnant en 1920. La même année, il est nommé chef à l'état-major du second Gruppenkommando basé à Cassel, puis en 1922 il est envoyé à Munich en tant que commandant d'un bataillon. En 1924, il est affecté à l'état-major de la 3e région militaire, celle de Berlin. Il est nommé Generalleutnant le 1er octobre 1929 et chef du Truppenamt (dénomination imposée par le traité de Versailles qui avait interdit la recréation du Grand-État-major de l'armée allemande). Il est chargé d'élaborer les concepts tactiques de la Reichswehr, qui en cas d'attaque ennemie prévoit de former une véritable défense, jusqu'à l'intervention de la Société des Nations. Il met au point un plan théorique de mobilisation en 1930 qui envisage de tripler les sept divisions d'infanterie existantes.
Alors que le chef du commandement suprême de l'armée de terre, le Generaloberst Wilhelm Heye quitte ses fonctions, Kurt von Schleicher (secrétaire d'État) et Wilhelm Groener (ministre de la Défense) proposent au chancelier Brüning de nommer Hammerstein à sa place. Celui-ci prend son nouveau poste le 1er novembre 1930 avec le grade de General der Infanterie.
Hammerstein se méfie dès le début de l'idéologie et des méthodes du national-socialisme. Il avertit même Hitler en décembre 1932 que s'il prenait le pouvoir illégalement (ce qui ne sera pas le cas), il donnerait l'ordre de tirer. Il prévient aussi le maréchal Hindenburg qu'il est dangereux de nommer Hitler chancelier.

### Sous le Troisième Reich
Hitler est nommé chancelier du Reich par le président Paul von Hindenburg le 30 janvier 1933. Hammerstein aurait rencontré Hitler la veille de sa nomination au domicile d’Edwin Bechstein. Le but du général von Hammerstein est alors de créer une armée dont la direction serait indépendante du pouvoir politique. En effet, le national-socialisme heurte ses conceptions d'aristocrate prussien. Il a la réputation d'être un officier supérieur qui préfère la chasse et son confort familial et fait montre d'une certaine indolence, sans doute pour ne pas révéler ses opinions intimes. Le général a conscience de servir d'abord sa patrie, plutôt qu'un régime politique. Il rencontre Hitler au début de février 1933 lors d'une réunion officielle chez lui avec des représentants de la Reichswehr, afin de convaincre les hauts représentants des forces armées de ses plans de conquête d'un espace vital à l'Est. Le compte rendu de cette rencontre fut donné à Leo Roth (de), chef du service de renseignement du Parti communiste d'Allemagne (KPD) et agent soviétique, par sa maîtresse, Helga von Hammerstein,, fille du général, qui était membre du parti communiste allemand (KPD) depuis 1930. Léo Roth transmit le document au NKVD, à Moscou. La position du général von Hammerstein devient difficile, d'autant plus que le général von Blomberg, nommé ministre de la Défense, est favorable à l'endoctrinement hitlérien de l'armée. Hammerstein qualifie les nazis de bande de criminels devant ses proches et n'a d'autre choix que de démissionner au début de l’année 1934 tandis que Blomberg oblige les officiers d'état-major à rompre tout contact avec lui. Hammerstein se retire de tout cercle militaire ou politique. Le 30 juin 1934, son ami et ex-chancelier Kurt von Schleicher est assassiné au cours de l'opération d’épuration nazie surnommée « nuit des Longs Couteaux ».
En 1935, il démissionne de l'association de la noblesse, lorsque ses membres juifs en sont exclus. Il transmet à sa fille Maria-Therese des noms de personnes juives menacées de déportation.
Il est toutefois rappelé au déclenchement de la Seconde Guerre mondiale. La majorité des forces allemandes est concentrée en septembre 1939 en Pologne, mais Hammerstein commande l'Armee-Abteilung A sur la frontière occidentale. L'offensive française ne se produit pas et Hammerstein est à nouveau mis à la retraite le 24 septembre 1939. Selon des rumeurs, il aurait fomenté un attentat contre Hitler à cette époque. Ces rumeurs sont notamment relayées dans un livre publié par un agent britannique. Par ailleurs, il entre en contact à plusieurs reprises avec des opposants au régime, notamment avec Carl Friedrich Goerdeler, ou Nikolaus Christoph von Halem (en). Il est cependant de plus en plus isolé.

### Décès et destinées de sa famille après son décès

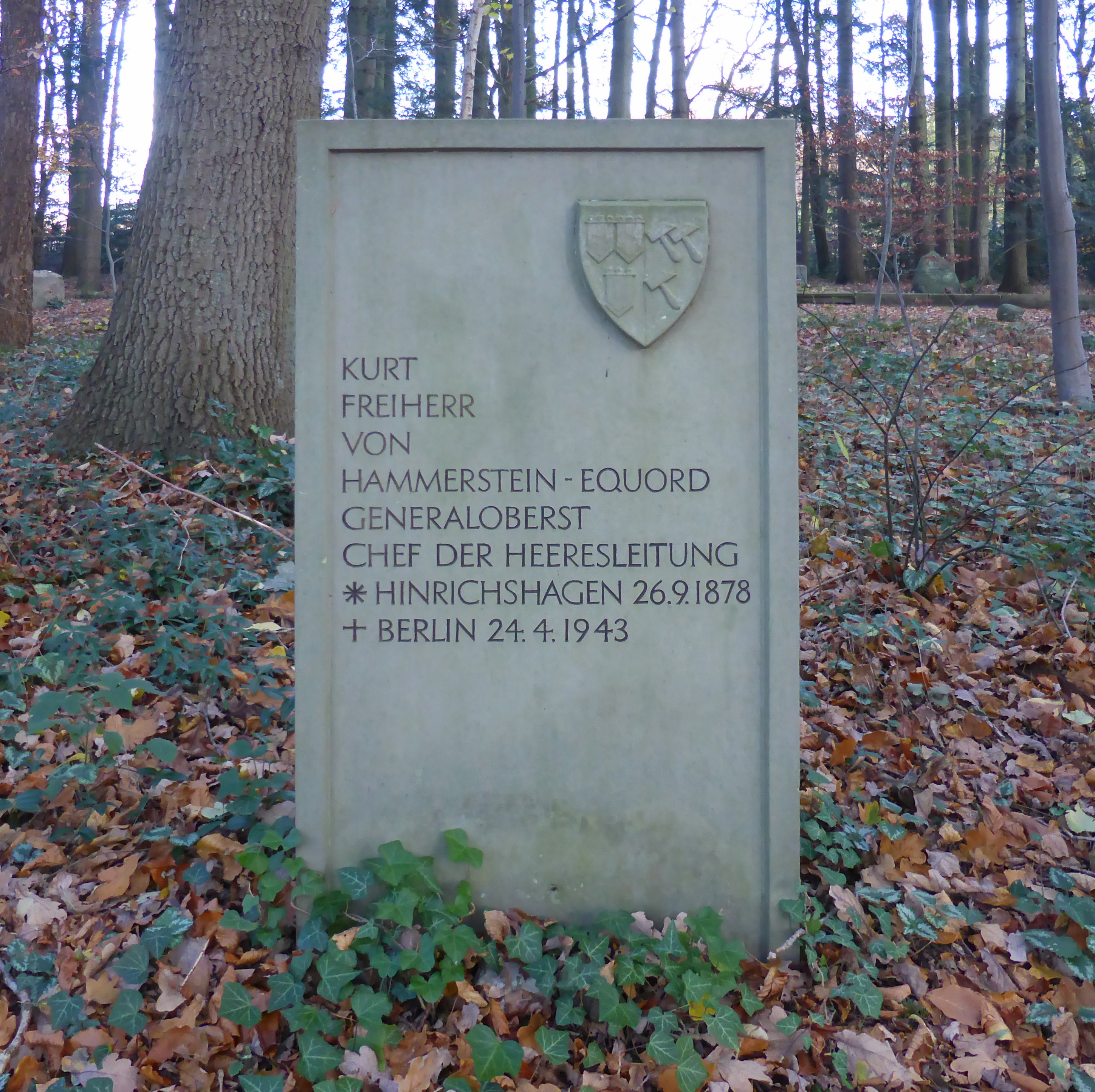
Tombe du général Kurt von Hammerstein à Steinhorst (Basse-Saxe).

Hammerstein meurt d'un cancer à Berlin le 24 avril 1943. Sa famille refuse des funérailles officielles, pour ne pas voir le cercueil du défunt recouvert par le drapeau à croix gammée. Il est enterré dans la sépulture familiale de Steinhorst en Basse-Saxe.
Deux de ses fils, Kunrat et Ludwig, participent au projet d'attentat contre Hitler du 20 juillet 1944, et doivent s'exiler ensuite. Sa veuve, née von Lüttwitz et ses deux plus jeunes enfants sont arrêtés au titre du Sippenhaft, et placés en détention en camp de concentration. En avril 1945, à la demande d'Hitler, elles furent placées dans un groupe de 140 otages et transférées dans un village du Haut-Adige (Tyrol du sud), Villabassa (Niederdorf). Ce groupe de personnalités allemandes et internationales fut arraché à sa garde SS par un détachement de la Wehrmacht le 30 avril et remis aux Américains à la libération le 4 mai 1945.

### Phrase célèbre
Un jour qu’on demandait au général Kurt von Hammerstein les critères sur lesquels il jugeait ses ofﬁciers, il répondit : 

« Je distingue quatre espèces. Il y a les ofﬁciers intelligents, les travailleurs, les sots et les paresseux. Généralement, ces qualités vont par deux. Les uns sont intelligents et travailleurs, ceux-là doivent aller à l’état-major. Les suivants sont sots et paresseux ; ils constituent 90 % de toute armée et sont aptes aux tâches de routine. Celui qui est intelligent et en même temps paresseux se qualiﬁe pour les plus hautes tâches de commandement, car il y apportera la clarté intellectuelle et la force nerveuse de prendre les décisions difﬁciles. Il faut prendre garde à qui est sot et travailleur, car il ne provoquera jamais que des désastres. »